# ホセ・アントニオ・アギーレ
ホセ・アントニオ・アギーレ・イ・レクベ （José Antonio Aguirre y Lecube, 1904年3月6日 - 1960年3月22日）は、スペイン・ビスカヤ県アロンソテギ出身の政治家。バスク民族主義党所属。
スペイン内戦中の1936年に初代レンダカリとなった。彼が在職中にバスク自治政府は共和国側に立って戦い、アギーレはバスク自治政府が直接指揮するバスク軍（es）を創設した。

## 経歴

### 初期の経歴
父親のテオドロ・アギーレは弁護士であり、後にチョコレート工場の経営者としても成功を収めた。テオドロはサビノ・アラナの同志であり、バスク民族主義党(PNV)の創立にも関わった。1904年3月6日、ホセ・アントニオ・アギーレはゲチョに生まれ（10人兄弟の長男）、ウルドゥニャのイカストラで初等・中等過程を終えた。1920年に父親が死に、アギーレ一家はビルバオ近郊のアルゴルタへ転居した。この時アギーレは16歳であり、幼い弟妹たちのために父親の役割を務めた。
彼はビルバオのデウスト大学で法学の学位を取得した。1926年に彼は大学を出ると、兵役を務めた後、エステバン・ビルバオの事務所で弁護士として働き出した。また家業であるチョコレート店でも働き、後に事業の責任者となった。彼は工場における労働条件を改善する、大きな改革を行った（無料の健康診断、有給休暇、貧しい人々への事業収益の一部を寄付、社会住宅の推進など）。ビジネスを管理するために、信ずる理念と一致する新たな方法を生み出した。1937年まで、チョコラテス・ビルバイノス株式会社はスペイン国内のこの分野で第二の有力企業であった。
アギーレはサッカー選手でもあり、1920年代にアスレティック・ビルバオに所属していた。スペイン内戦中にはバスク代表の主要な支援者となった。バスク代表はヨーロッパの他国やアメリカ大陸に遠征し、スペイン国外へ逃れなければならなかった親を持つバスク難民の子供たちのための基金を調達した。
彼はエステバン・ビルバオ事務所から独立し、自身が本当に関心を持っていた人々を助けるために自らの法律事務所を開設した。彼は労働条件とともに、政治的問題に取り組み始めた。この時、スペインはミゲル・プリモ・デ・リベーラの独裁下にあった。
彼は既に非常に明快な政治的見解を持ち、バスク民族主義者としてバスク民族主義党に入党した。党内は2つの派閥に分かれていたが、アギーレはこの分裂を好まなかった。彼は、バスク地方はどんな違いも越えた存在と考えていた。彼の信念はタフで、彼はさらに政治に関わるようになった。彼は日刊紙エウスカディやエウスコ・ガラステディアにおいて記事を公にした。1931年、27歳の時にゲチョ町長に選出された。自らの人種差別撤廃論と新しい理念の見解として、1932年にアギーレはバスク民族主義党がバスク生まれでない人々を受け入れるべきだと提案した。

### スペイン内戦

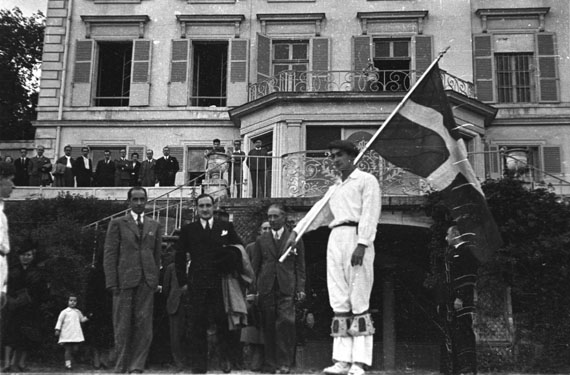
アギーレとリュイス・クンパニィス、1938年バルセロナ

1936年10月7日、ビスカヤの議員および、ギプスコアの議員とアラバの議員の一部が出席して（当時アラバ、ギプスコア、ナバーラの大半は反乱軍の支配下にあった）投票が行われ、アギーレが初代レンダカリに選出された。ベゴニャ教会で宗教儀式が行われ、彼はその場でカトリック信仰および教会の教え、国と党に忠実であることを誓った。続いてバスクを象徴するゲルニカのオークの木のもとで宣誓するためゲルニカへ向かい、就任の有名な宣言を行った。
神の御前で恐れ多くも、

バスクの大地の上に立ち、

先祖の記憶とともに、

ゲルニカの木の下で、

国民の代表を前に、

私は忠実に職務を遂行することをここに誓う

バスク語原文:
Jainkoaren aurrean apalik,

Eusko Lur gainean zutunik,

asaben gomutaz,

Gernikako Zuhaizpean,

herri ordezkarion aintzinean

nere agindua ondo betetxea zin dagit.

アギーレはスペイン第二共和政に忠実で、バスク自治政府の将来は共和国の勝利にかかっていると知っていた。彼は愛国主義者、共和主義者、社会主義者、共産主義者からなるバスク自治政府とバスク軍を形成した。
武装が貧弱で、訓練の不十分なバスク軍は、異なるイデオロギーを持つ10万人の兵士を動員して組織された。最終的に勝敗の均衡を崩す原因となった、最も差し迫った欠陥のひとつは、重砲と航空機能の欠如だった。アギーレが同盟者であるプリエートやアサーニャに対して軍事物資を送るようにと絶望的な呼びかけを行った。歴史家たちは、ビスカヤが反乱軍側に押さえられ包囲を破るのが困難であったために、共和国政府が物資を送るのは不可能であったとみなしている。敗北を決定的にした別の原因は、優秀な要員が不足していたことだった。1937年、フランコ軍はビルバオの鉄のベルト（eu）を突破し、バスクの首都へ侵攻した。鉄のベルト設計者であるアレハンドロ・ゴイコエチェアの裏切りのためだった。アギーレはトルシオスに自らの政府を移し、サンタンデールへの退却路を確保した後、カタルーニャへ進軍した。彼はカタルーニャで、共和国のために仲間たちとともに戦い続けることを決めた。
この間、愛国主義者のリーダー、フアン・デ・アフリアゲラがサントーニャ（カンタブリア州）でイタリア軍に降伏した。フランコはこのサントーニャ協約を遵守しなかった。背後には内戦を続けることが有利だと考えるアギーレがいるとみなしたのである。彼は逃亡先でフランコ派の諜報員に数年間に渡って追跡され、パリ、ベルリン、ニューヨークへと信じられない亡命を続けた。1937年8月24日にフランスに逃れて以来、死去するまでスペインの地を踏むことはなかった。

### 亡命

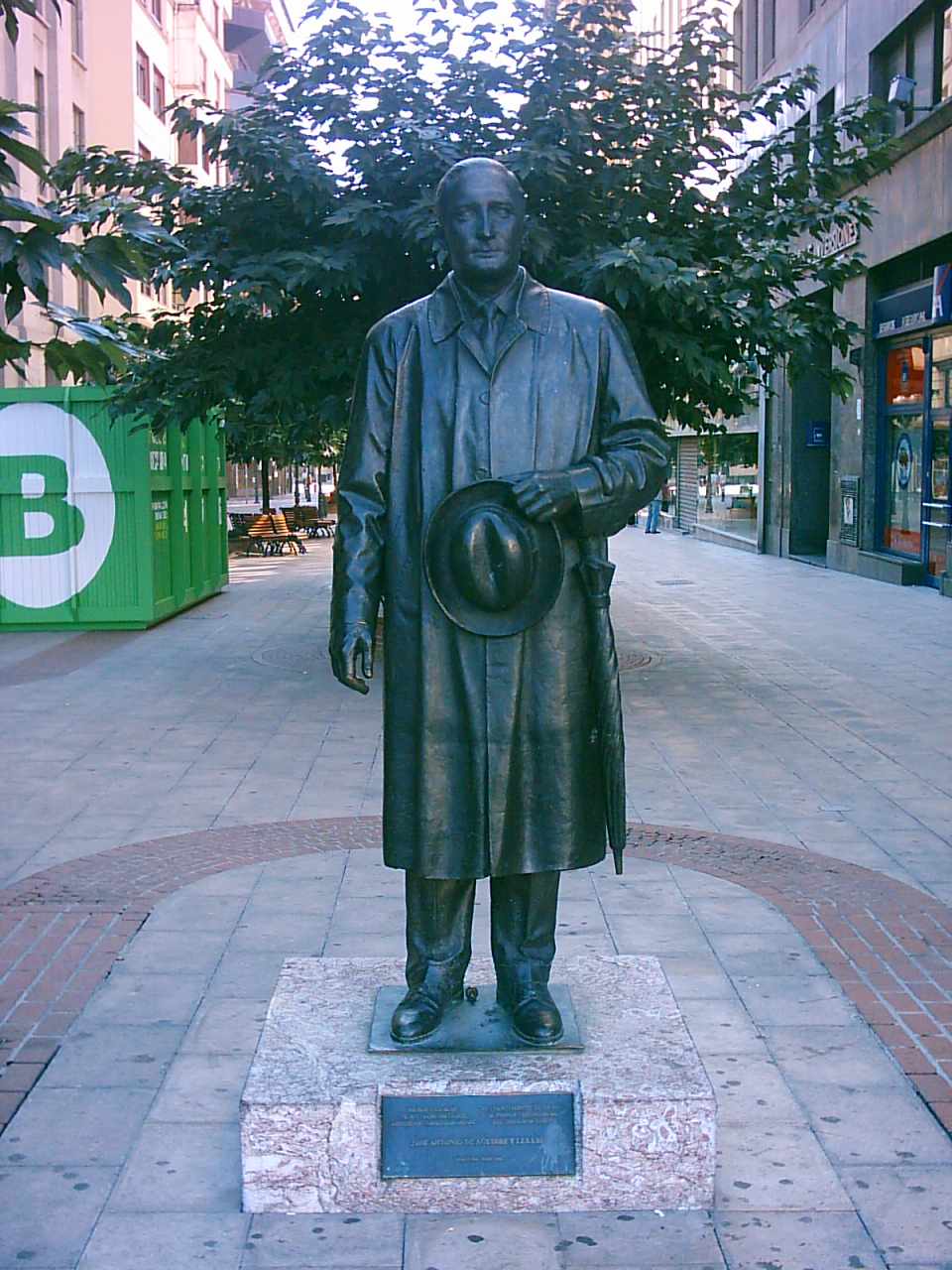
ビルバオにあるアギーレの像

当初、フランスへ逃れたアギーレは、1940年までそこで最初の亡命バスク政府を組織した。フランスにナチス・ドイツが侵攻すると、ベルギーへ逃れ、彼は偽の人物に成りすましてベルリンまでの長い旅を続けた。
パナマ大使の保護下にあったアギーレは、パナマのパスポートを使ってスウェーデンに入国し、ゲシュタポを避けながらブラジルへ向かい、1941年8月に子供2人を同伴したパナマ人医師とベネズエラ人女性の家族としてリオデジャネイロに到着した。ブラジル当局は、この家族がアギーレと妻のマリア、そして子供たちであるとは見抜けなかった。アメリカ合衆国政府が彼らの滞在を許可するまで、アギーレと家族は偽名を使ってブラジルやウルグアイに滞在した。彼は1946年までアメリカに滞在し、この時期にコロンビア大学で教授を務めている。
1946年、再び亡命バスク政府が組織された。アギーレは、参加者が5万人に達したバスク人国際兄弟連盟（Liga Internacional de Amigos de los Vascos）結成に参加した。参加者には枢機卿を含むカトリック聖職者、政治家、知識人、芸術家、作家が含まれた。亡命政府大統領アギーレは常にバスク民族主義党員だった。反フランコの西側民主主義国家の支持を獲得しようとする彼の政策は、アメリカを刺激しないように亡命政府から共産主義者を追放することとなった。彼は連合国側で大規模なバスク亡命者のネットワークをつくり、冷戦時代にFBIやCIAと共謀してラテンアメリカにおける共産主義と戦っていた。
アギーレは、ヨーロッパの指導者たちが連邦制の構想を議論し団結し、ヨーロッパの労働組合の理想を反映させたハーグ会議に参加した。亡命バスク政府は1947年と1951年にバスクを震撼させた大規模ストライキを推進させている。これらの事件の後、フランス政府はパリのマルソー通りにあったバスク政府機関建物を没収し、フランコ政権当局に引き渡した。アメリカ政府は、冷戦時代にフランコ政権が亡命バスク政府よりもはるかに役に立つとみなすようになった。1952年、アメリカ政府がフランコ政権支持を表明すると、アギーレはフランスへ渡った。1954年、内務大臣フランソワ・ミッテランは、ラジオ・エウスカディの放送を禁じた。1955年、フランコ政権下のスペインが国際連合に正式に加盟したことは、亡命バスク政府にとって打撃となった。それまで国連におけるただ一人のスペイン代表は、亡命バスク政府の代理人であるヘスス・デ・ガリンデスであった。彼は1956年3月、ニューヨークの地下鉄駅で消息を絶ち、現在は暗殺されたとみなされている。
しかしながら、亡命中であった各地の自治政府が行った闘争は、1977年以降のカタルーニャ州、バスク州、ガリシア州の誕生の過程で、その影響が認識されている。亡命政府の闘争は、第二共和政時代に獲得した歴史的・法的に正当な法令に反映されており、フランコ政権下にあっても亡命自治政府が存在した地域においてこの法令は維持されていたのである。
1960年3月22日、アギーレはパリにて心臓発作で亡くなった。彼の遺体はパリからフランス領バスクのサン＝ジャン＝ド＝リュズへ運ばれ、教区教会でミサが挙げられた後、アギーレの長女が住むサン＝ジャン＝ド＝リュズに埋葬された。ホセ・アントニオ・アギーレの名は、バスク州、特にビスカヤ県の多くの基礎自治体の通りや広場に付けられている。